# Јасмина Ахметагић
Јасмина Ахметагић (Београд, 1970) српска је професорка, истраживачица, књижевна критичарка, теоретичарка и песникиња. Написала је низ књига анализе дела српских и иностраних аутора.

## Биографија
Дипломирала је на Филолошком факултету у Београду, где је магистрирала и докторирала са темом „Библијски подтекст српске прозе друге половине двадесетог века (Р. Константиновић, М. Ковач, Д. Киш, М. Павић, Б. Пекић, В. Добривојевић)“.
Предавала је у Земунској гимназији, у два наврата је радила у Народној библиотеци Србије, где се бавила лектуром. Предавала је и на Интернационалном универзитету и Државном универзитету у Новом Пазару, Алфа универзитету у Београду и радила у Институту за српску културу на Косову. Последњих година ради у Унесковом међународном институту за планирање образовања у Лепосавићу.
Дана 27. јануара 2015. године добила је награду „Никола Милошевић“ за књигу „Приповедач и прича“. Награда се додељује за најбољи рад из области филозофије, естетике и теорије књижевности и уметности.
У својој књизи Унутрашња страна постмодернизма: поглед на теорију из 2005. године, она отворено и оштро преиспитује оцену књижевног стваралаштва академика Милорада Павића. Први део књиге испитује Павића као, по оцени постмодерних критичара, највреднијег и најтипичнијег представника српског постмодернизма, а други део књиге испитује сам постмодернизам, са становишта изјава које су му дали његови заговорници.

## Награде
- Награда Исидоријана за књиге Унутрашња страна постмодернизма: поглед на теорију / о Павићу и Антропопеја – библијски подтекст у Пекићевој прози
- Књига Приче Нарциса злостављача: злостављање и књижевност је ушла у најужи избор за награду Исидора Секулић 2012.
- Књига Приче Нарциса злостављача: злостављање и књижевност је ушла у у најужи избор за награду Никола Милошевић 2012.
- Књига Приповедач и прича је добила награду Никола Милошевић 2015.

## Одабрана дела
- — (2020). Znati unapred: paranoja u srpskoj književnosti [Know In Advance: Paranoia In Serbian Literature] (на језику: српски). Institut za srpsku kulturu.[1]
- — (2017). Knjiga o Kamiju : poetika mere [A Book About Camus: The Poetics of Measure] (на језику: српски). Dereta. ISBN 978-8664571234.
- — (2016). Proza Duse [Prose of the Soul] (на језику: српски). Dossier. ISBN 978-8660471996.
- — (2014). Pripovedac i prica [The Storyteller and the Story] (на језику: српски). Institut za srpsku kulturu. ISBN 978-8689025200.
- — (2013). Knjiga o Dostojevskom : bolest prekomernog saznanja [A Book About Dostoevsky: The Disease of Excessive Knowledge] (на језику: српски). Dereta. ISBN 978-8673469249.[8]
- — (2012). Nevidljivo zbivanje : pravoslavna duhovnost u prozi Grigorija Bozovica [The Invisible Event: Orthodox Spirituality in Grigorij Bozovic's Prose] (на језику: српски). Institut Za Srpsku Kulturu. ISBN 978-8689025057.
- — (2011). Price o Narcisu zlostavljacu : zlostavljanje i knjizevnost [Stories of Narcissus the Abuser: Abuse and Literature] (на језику: српски). Sluzbeni glasnik. ISBN 978-8651908012.[9]
- — (2009). POTRAGA KOJA JESAM - O prozi Vladana Dobrivojevica [THE SEARCH I AM - About Vladan Dobrivojevic's prose] (на језику: српски). Draslar. ASIN B009NF4NQK.
- — (2007). Dazd od zivoga ugljevlja : citanje s Bibliom u ruci: proza Danila Kisa i Mirka Kovaca [A Rain of Coal: A Reading with the Bible in Hand: Prose by Danilo Kis and Mirko Kovac] (на језику: српски). Draslar. ISBN 978-8676140749.
- — (2006). Antropopeja : biblijski podtekst u Pekicevoj prozi [Antropopeja: Biblical Subtext in Pekić's Prose] (на језику: српски). Draslar. ISBN 978-8676140480.
- — (2005). Unutrasnja strana postmodernizma (Pavic) [The Inner Side of Postmodernism (Pavic)] (на језику: српски). Raška Škola. ASIN B009D3YC1S.[10]
- — (2001). Antički mit u prozi Borislava Pekića [Ancient Myth in the Prose of Borislav Pekić] (на језику: српски). Literary Word.

Одабрани чланци
- Фантом постмодернизма, 2004.
- Изгледа, дакле – није, 2005.
- Религиозност Едуарда Сама, 2005.
- Аутентична религиозност или јерес? (Хазарски речник), 2006.
- Драмска слика проблема виктимизације, 2006.
- Феномен чуда у роману Опсада цркве Светог Спаса Горана Петровића, 2007.
- Изабрана проза – Драга Гавриловић, аутор предговора Јасмина Ахметагић, 2007.
- Проблематичан идентитет приповедача у роману Вјечник Неџада Ибришимовића, 2007.
- Врлинска бића Драге Гавриловић, 2007.
- Стање порицања: иронија и меморија (суочавање с кривицом Конрада Рутковског), 2009.
- Је ли било кнежеве вечере?, 2009.
- Приватно и јавно у Селимовићевим романима Дервиш и смрт и Тврђава, 2010.
- Еволуција романескног жанра, 2010.
- Пројективна идентификација Мустафе Маџара, 2011.
- Птице од заборава, птице ускрснућа и друге артифицијелне птице у поезији Бранка Миљковића, 2011.
- Костићев Пера Сегединац и Горски вијенац, 2011.
- Архетипски мотиви Скендера Куленовића, 2011.
- Петронијев Сатирикон и Киклоп Ранка Маринковића: менипска сатира и постмодерни роман, 2011.
- Да ли је Августин починио грех против љубави? (Исповести в. с. Вита Бревис), 2012.
- Златно руно у светлу дубинске психологије, 2012.
- Баналност зла у причи „Бифе ’Титаник’” Иве Андрића, 2012.
- Човјек, Босна и свијет у умјетничким видицима Абдулаха Сидрана / Емпатија у поезији Абдулаха Сидрана, 2012.
- Писати роман је као градити кућу, 2012.
- Слепило Хосеа Сарамага - тумачење параболе: говор о вредностима, 2012.
- Григорије Божовић и Иво Андрић: Нахијска прокуда и Пут Алије Ђерзелеза, 2012.
- Страст за немогућим владике Данила: Нека буде што бити не може, 2012.
- У трагању за изгубљеним руном: концепција времена у Златном руну, 2013.